# Tuolba
Tuolba (rusky Туолба, jakutsky Туолба) je řeka v Jakutské republice v Rusku. Je dlouhá 395 km. Plocha povodí měří 15 800 km².

## Průběh toku
Pramení na severozápadním okraji Aldanské hornatiny. Ústí zprava do Leny, přičemž se rozděluje na ramena.

## Vodní režim
Zdrojem vody jsou převážně dešťové srážky. Průměrný roční průtok vody ve vzdálenosti 43 km od ústí u vesnice Šorochovo činí 62,3 m³/s. Zamrzá v říjnu a rozmrzá v květnu.